# Juxia
Juxia es un género extinto de indricoterino, un grupo de mamíferos extintos que son parte del orden de los perisodáctilos junto con los rinocerontes y tapires. Juxia tenía un tamaño cercano al de un caballo. Vivió en Asia durante el Eoceno superior. Siendo un indricoterino primitivo, Juxia tenía un cuerpo de constitución ligera, sostenido por largas patas y un cráneo pequeño firmemente sujeto a un cuello relativamente alargado. Basándose en sus dientes de apariencia triangular y sus afilados incisivos protuberantes, es probable que Juxia fuera estrictamente ramoneador, alimentándose de helechos y hojas de árboles que muchos mamíferos herbívoros no podían alcanzar. En términos de hábitat, Juxia vivió en los densos y exuberantes bosques tropicales de la actual China. Aunque se han hallado algunos esqueletos, no es claro si este indricoterino primitivo vivía de manera solitaria o formaba pequeños grupos sociales, tales como los harenes. Con base en su morfología, se cree que las largas patas de Juxia probablemente le permitían correr relativamente rápido por una duración limitada. Este sería seguramente su principal mecanismo de defensa contra los mamíferos depredadores primitivos.